# Schubertia grandiflora
Schubertia grandiflora là một loài thực vật có hoa trong họ La bố ma. Loài này được Mart. miêu tả khoa học đầu tiên năm 1824.

## Hình ảnh

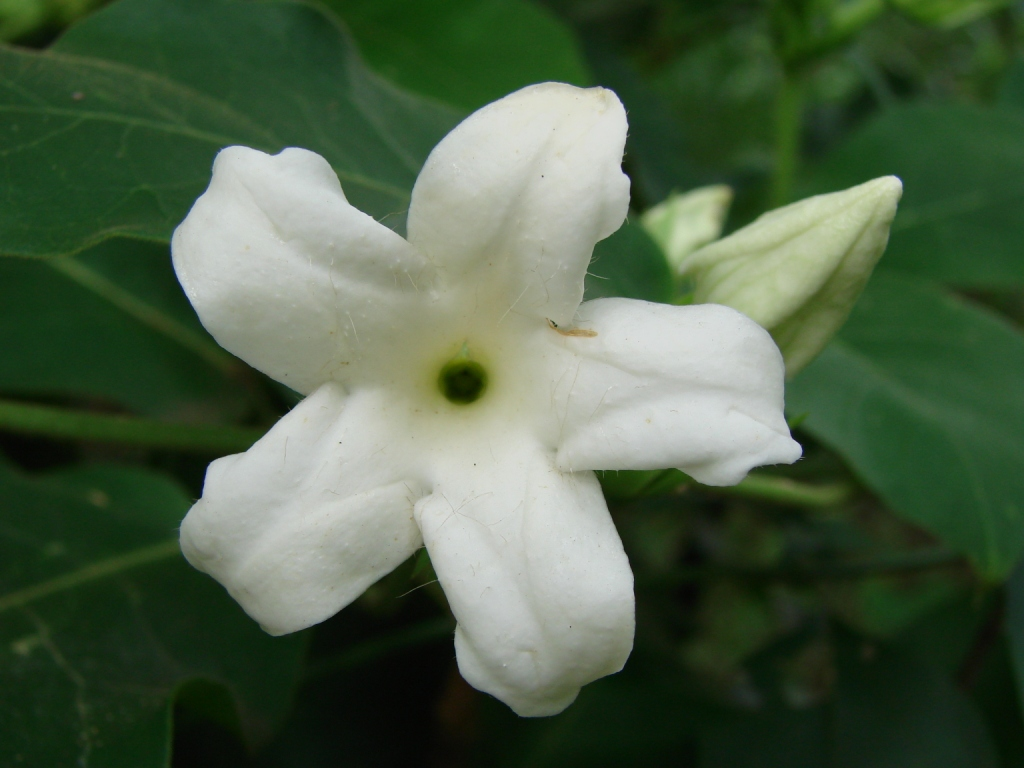
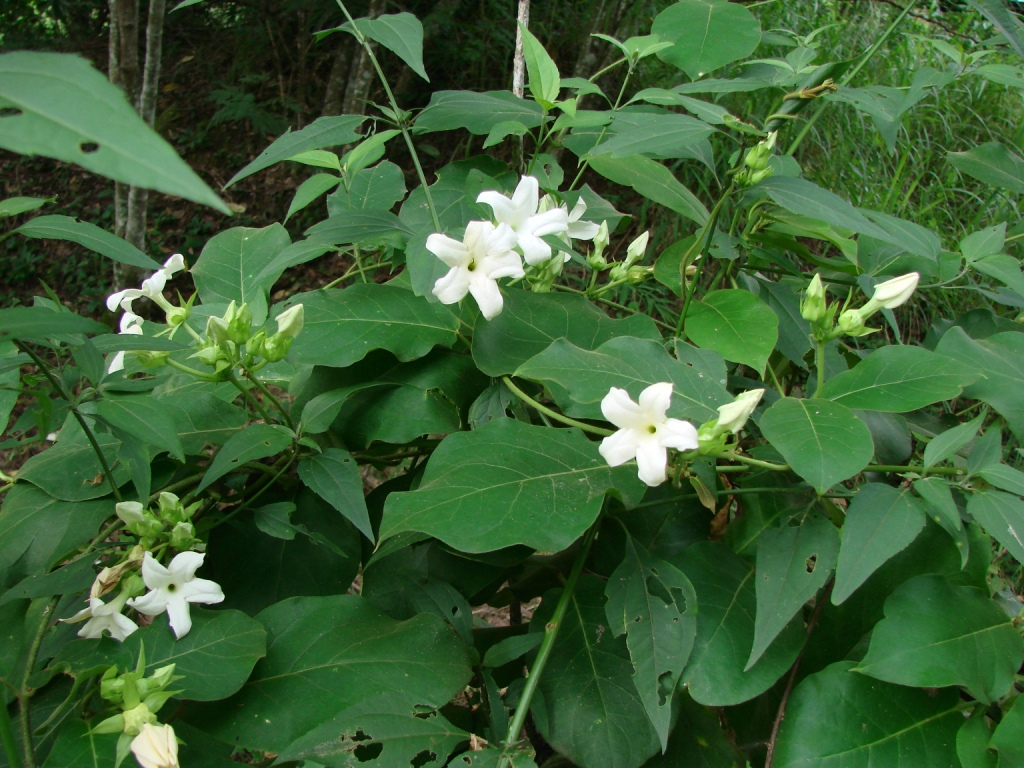
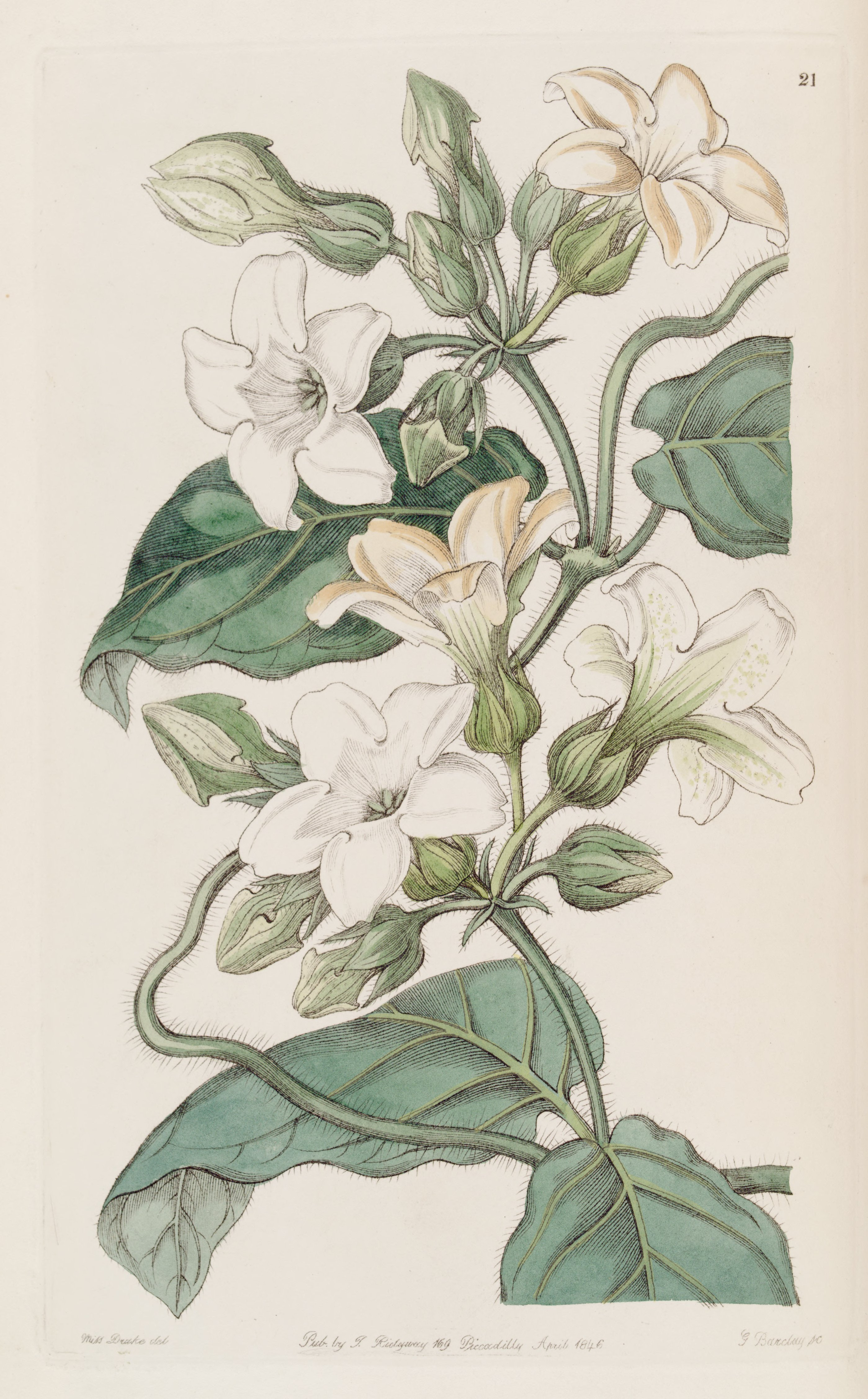